# Address Group
Холдинг Address Group — група компаній, що надають онлайнові інформаційні сервіси для купівлі, продажу та оренди нерухомості в Росії та Україні.

## Історія

### Початок
Холдинг Address Group був створений у травні 2010 року після купівлі сайту пошуку нерухомості TopRealty.org.ua і старту порталу Address.ua.
Засновником та першим інвестором виступив український підприємець Максим Школьник, у минулому старший віцепрезидент у Viewdle, керівник українського представництва Semanetics, а також керуючий партнер венчурної компанії Technobridge.
У червні 2010 року міжнародний венчурний фонд e.ventures (зі штаб-квартирою в Гамбурзі) і польська група Vivex Investment LLC (зі штаб-квартирою у Варшаві) заявили про свої інвестиції в український стартап. Сукупний обсяг капіталовкладень склав близько 2,5 млн грн. За словами інвесторів, портал привернув їх увагу своєю спеціалізацією, сервісом пошуку нерухомості, а також інструментами залучення потенційних покупців до представлених об'єктів.[джерело?]
Партнером проєкту виступила компанія X-tend Software Development під керівництвом Антона Рудича, який як технічний директор став координувати роботу з розробки програмних та інтернет-рішень.

### Розвиток
У 2010 році кількість візитів на портал Address.ua становила 402 175 відвідувань, в 2011-му — 3 116 239, у 2012-му — 4 333 623, у 2013-му — 6 562 988, в 2014-му — 6 952 003. Станом на 2015 рік відвідуваність ресурсу Address.ua в середньому налічує близько 700 тисяч візитів на місяць.[джерело?]
Головною ціллю, від початку закладеною в проєкт Address.ua, стало створення достовірної бази даних, боротьба з дублями, застарілою інформацією та спамом. За версією PRUFFI, Address.ua увійшов до трійки найкращих українських стартапів 2012 року.[джерело?]
Згідно з дослідженнями незалежного міжнародного агентства Gemius за червень 2014 року, «індекс відповідності» Address.ua склав 402,3, що є одним із найвищих показників серед українських порталів нерухомості.[джерело?]
У травні 2015 року Address Group офіційно оголосив про свій вихід на ринок Росії, що стало важливим кроком у стратегії розвитку. Зокрема, холдинг масштабував проєкт Address.ua — запустив портал пошуку нерухомості Address.com.ru.

## Продукти
Ресурси Address Group вирішують завдання оперативного пошуку нерухомості для купівлі або оренди, а також залучення цільових дзвінків і звернень клієнтів для власників об'єктів, агентств нерухомості, незалежних рієлторів та будівельних компаній.
Функціонал порталів Address Group включає в себе десятки сервісів і маркетингових інструментів. У липні 2014 року портал Address.ua запустив мобільну версію сайту, у якій доступні пошук нерухомості, перегляд фото, сортування об'єктів за місцем знаходження користувача, можливість прокласти маршрут і розрахувати відстань.
Одним із пріоритетів Address Group є чистота бази даних. Щоб користувачі бачили лише достовірну інформацію щодо об'єктів нерухомості, виставлених до продажу або для оренди, кожне оголошення проходить близько 50 фільтрів на предмет його відповідності дійсності.

## Власники та керівництво
- Максим Школьник — засновник і головний керуючий директор.
- Антон Рудич — технічний директор, співзасновник.
- Денис Галіцин — директор з розвитку.
- Світлана Пешко — керівник відділу продажів.
- Альона Михайлова — директор з маркетингу.